# Kraftwerk Gletsch-Oberwald
Das Kraftwerk Gletsch-Oberwald ist ein im Jahr 2018 in Betrieb genommenes Mitteldruck-Laufwasserkraftwerk, im Obergoms, das Wasser der Rhone zwischen Gletsch und Oberwald verarbeitet.

## Geschichte
Nach der Einführung der kostenorientierten Einspeisevergütung (KEV) im Jahre 2009 wurden auch wieder kleinere Wasserkraftprojekte wirtschaftlich interessant, weshalb die FMV, die ehemaligen Forces Motrices Valaisannes, im Obergoms ein Kraftwerk plante. Die Bauarbeiten begannen nach einer siebenjährigen Bewilligungsphase im Mai 2015 mit dem Ausbruch des Zugangsstollens zur Kavernenzentrale, die im Herbst ausgebrochen wurde. Ab Oktober erfolgte der Vortrieb des Druckstollens nach Gletsch, der nach ungefähr sechs Monaten abgeschlossen war. Die Baustelle in Gletsch war während den sieben Wintermonaten nur durch den Druckstollen zugänglich wegen der Wintersperre der Strasse. Es waren durchschnittlich 40 Mitarbeiter vor Ort, die zeitweise im Dreischichtbetrieb arbeiteten.

## Technik
Die Zentrale⊙ des Kraftwerks ist in Oberwald unterirdisch angelegt. Sie befindet sich ziemlich genau unter den Gleisen der Dampfbahn Furka-Bergstrecke. Der Zugang⊙ liegt unterhalb der Hauptstrasse 19, die über den Furkapass führt. Die Wasserfassung⊙ befindet sich beim Ortseingang von Gletsch neben der Hauptstrasse.
In der Zentrale sind zwei sechsdüsige Pelton-Turbinen aufgestellt, von denen jede eine Leistung von 7,5 MW hat. Die erzeugte Energie wird über eine im Boden verlegte 16-kV-Leitung ins Unterwerk Oberwald abgegeben.
Bei geringem Abfluss wie er im Winter vorkommt, arbeitet nur eine Turbine, fällt der Abfluss unter 200 l/s müssen die Turbinen ganz abgestellt werden, weil diese Menge alleine für das Restwasser benötigt wird.